# الثيومرسال واللقاحات
تُثار المخاوف بشأن مادة الثيومرسال واللقاحات بشكل شائع من قبل نشطاء مناهضة التطعيم. تُفنَّد الادعاءات المتعلقة بسلامة الثيومرسال، وهي مادة حافظة قائمة على الزئبق تُستخدم في اللقاحات، ولكنها لا تزال تخضع للتهويل، ولا سيما الادعاءات بأنها قد تسبب اضطرابات عصبية مثل التوحد، مما أدى إلى إزالتها من معظم لقاحات الأطفال في الولايات المتحدة. لم يكن لهذا أي تأثير على معدلات تشخيص عيوب النمو المنتشرة، بما في ذلك التوحد. تُظهر الأبحاث العلمية المكثفة عدم وجود دليل موثوق يربط الثيومرسال بهذه الحالات.
الثيومرسال (أو الثيميرسال) هو مركب زئبق يستخدم كمادة حافظة في بعض اللقاحات. زعم نشطاء مناهضة التطعيم الذين يروجون للادعاء غير الصحيح بأن التطعيم يسبب التوحد أن الزئبق الموجود في الثيومرسال هو السبب.لا يوجد دليل علمي يدعم هذا الادعاء.نشأت فكرة أن الثيومرسال في اللقاحات قد يكون له آثار ضارة مع نشطاء مناهضة التطعيم واستمروا في الترويج لها وخاصة من خلال عمل محامي المدعين.
أُجريت دراسات واسعة النطاق حول التأثير المحتمل للثيومرسال على التوحد. أظهرت خطوط متعددة من الأدلة العلمية أن الثيومرسال لا يسبب التوحد. على سبيل المثال، تختلف الأعراض السريرية للتسمم بالزئبق اختلافًا كبيرًا عن أعراض التوحد.بالإضافة إلى ذلك، لم تجد دراسات سكانية متعددة أي ارتباط بين الثيومرسال والتوحد، واستمرت معدلات التوحد في الازدياد على الرغم من إزالة الثيومرسال من اللقاحات.وهكذا، ترفض الهيئات العلمية والطبية الرئيسية مثل معهد الطبومنظمة الصحة العالمية(WHO) وكذلك الوكالات الحكومية مثل إدارة الغذاء والدواء(FDA) ومراكز السيطرة على الأمراض والوقاية منها(CDC) أي دور للثيومرسال في التوحد أو اضطرابات النمو العصبي الأخرى. على الرغم من إجماع المجتمع العلمي، لا يزال بعض الآباء وجماعات المناصرة يزعمون أن الثيومرسال مرتبط بالتوحد ولا يزال الادعاء يُذكر كما لو كان حقيقة في دعاية مناهضة التطعيم، ولا سيما دعاية روبرت كينيدي جونيور، من خلال مجموعته "الدفاع عن صحة الأطفال".لم يعد الثيومرسال يُستخدم في معظم لقاحات الأطفال في الولايات المتحدة، باستثناء بعض أنواع لقاحات الإنفلونزا. في حين أن التعرض للزئبق قد يؤدي إلى تلف الدماغ والكلى والجنين النامي، فإن الإجماع العلمي هو أن الثيومرسال ليس له مثل هذه الآثار.
تسببت هذه الجدلية في ضرر بسبب محاولة الآباء علاج أطفالهم المصابين بالتوحد بعلاجات غير مثبتة وربما خطيرة، مما يثبط الآباء عن تطعيم أطفالهم بسبب المخاوف بشأن سمية الثيومرسالوتحويل الموارد بعيدًا عن البحث في مجالات أكثر واعدة لسبب التوحد.رُفعت آلاف الدعاوى القضائية في الولايات المتحدة لطلب تعويضات عن السمية المزعومة من اللقاحات، بما في ذلك تلك التي يُزعم أنها ناجمة عن الثيومرسال. حكمت المحاكم الأمريكية ضد العديد من قضايا الاختبار التمثيلية التي تنطوي على الثيومرسال. وصفت مقالة في مجلة عام 2011 العلاقة بين اللقاح والتوحد بأنها "ربما تكون الخدعة الطبية الأكثر ضررًا في المائة عام الماضية".

## التاريخ
الثيومرسال (يُكتب أيضًا ثيميروسال، خاصة في الولايات المتحدة) هو مركب عضوي زئبقي يُستخدم كمادة حافظة في اللقاحات لمنع التلوث البكتيري والفطري. بعد مراجعة إلزامية للأغذية والأدوية المحتوية على الزئبق في عام 1999، قررت مراكز السيطرة على الأمراض والوقاية منها (CDC) والأكاديمية الأمريكية لطب الأطفال (AAP) أنه بموجب جدول التطعيم الحالي "قد يتعرض بعض الأطفال لمستوى تراكمي من الزئبق خلال الأشهر الستة الأولى من العمر يتجاوز أحد الإرشادات الفيدرالية بشأن ميثيل الزئبق."طلبوا من مصنعي اللقاحات إزالة الثيومرسال من اللقاحات بأسرع ما يمكن كإجراء احترازي، واُزيل منه بسرعة من معظم لقاحات الولايات المتحدة والاتحاد الأوروبي،ولكنه لا يزال يُستخدم في قوارير متعددة الجرعات من لقاحات الإنفلونزا في الولايات المتحدة.لا تحتوي أي لقاحات في الاتحاد الأوروبي حاليًا على الثيومرسال كمادة حافظة. في سياق المعدلات المتزايدة المتصورة للتوحد والعدد المتزايد من اللقاحات في جدول تطعيم الأطفال، اعتقد بعض الآباء أن إجراء إزالة الثيومرسال كان مؤشرًا على أن المادة الحافظة تسببت في التوحد.
قُدم كمادة حافظة في الثلاثينيات من القرن الماضي لمنع نمو الكائنات الحية المعدية مثل البكتيريا والفطريات، وقد اُستخدم في اللقاحات والمنتجات الأخرى مثل مستحضرات الغلوبولين المناعي والمحاليل العينية والأنفية. استخدم مصنعو اللقاحات مواد حافظة لمنع النمو الميكروبي أثناء عملية التصنيع أو عند تعبئتها كمنتجات "متعددة الجرعات" للسماح بثقوب متعددة لنفس القارورة لتوزيع لقاحات متعددة مع خوف أقل من التلوث. بعد أن فرض قانون تحديث إدارة الغذاء والدواء لعام 1997 مراجعة وتقييم مخاطر لجميع الأطعمة والأدوية المحتوية على الزئبق، استجاب مصنعو اللقاحات لطلبات إدارة الغذاء والدواء المقدمة في ديسمبر 1998 وأبريل 1999 لتقديم معلومات مفصلة حول محتوى الثيومرسال في مستحضراتهم.
أظهرت مراجعة للبيانات أنه في حين أن جدول تطعيم الرضع لم يتجاوز إرشادات إدارة الغذاء والدواء أو وكالة تسجيل المواد السامة والأمراض (ATSDR) أو منظمة الصحة العالمية بشأن التعرض للزئبق، إلا أنه كان من الممكن أن يتجاوز معايير وكالة حماية البيئة (EPA) للأشهر الستة الأولى من العمر، اعتمادًا على تركيبة اللقاح ووزن الرضيع. سلطت المراجعة الضوء أيضًا على صعوبة تفسير سمية إيثيل الزئبق في الثيومرسال لأن إرشادات سمية الزئبق كانت تعتمد بشكل أساسي على دراسات ميثيل الزئبق، وهو مركب زئبقي مختلف بخصائص سمية مختلفة. حُددت مواعيد اجتماعات متعددة بين مختلف المسؤولين الحكوميين والعلماء من وكالات متعددة لمناقشة الاستجابة المناسبة لهذه الأدلة. كان هناك نطاق واسع من الآراء حول مدى إلحاح وأهمية سلامة الثيومرسال، حيث اقترح بعض علماء السموم أنه لا يوجد دليل واضح على أن الثيومرسال ضار، ودعا مشاركون آخرون مثل نيل هالسي، مدير معهد سلامة اللقاحات في كلية جونز هوبكنز للصحة العامة، بقوة إلى إزالة الثيومرسال من اللقاحات بسبب مخاطر السلامة المحتملة. في عملية تشكيل الاستجابة لهذه المعلومات، حاول المشاركون تحقيق توازن بين الاعتراف بالضرر المحتمل من الثيومرسال والمخاطر التي تنطوي عليها تأخير أو إيقاف تطعيم الأطفال.
عند الانتهاء من مراجعتهم، خلصت إدارة الغذاء والدواء، بالاشتراك مع الأعضاء الآخرين في الخدمة الصحية العامة الأمريكية (USPHS) ومعاهد الصحة الوطنية (NIH) ومراكز السيطرة على الأمراض والوقاية منها وإدارة الموارد والخدمات الصحية (HRSA)، في بيان مشترك مع الأكاديمية الأمريكية لطب الأطفال في يوليو 1999 إلى أنه "لا يوجد دليل على ضرر ناتج عن جرعات الثيومرسال الموجودة في اللقاحات، باستثناء تفاعلات فرط الحساسية الموضعية".
على الرغم من عدم وجود دليل مقنع على سمية الثيومرسال عند استخدامه كمادة حافظة للقاحات، قررت الخدمة الصحية العامة الأمريكية والأكاديمية الأمريكية لطب الأطفال أنه يجب إزالة الثيومرسال من اللقاحات كإجراء احترازي بحت. استند هذا الإجراء إلى المبدأ الوقائي، الذي يفترض أنه لا يوجد ضرر في توخي الحذر حتى لو تبين لاحقًا أنه غير ضروري. جادلت مراكز السيطرة على الأمراض والوقاية منها والأكاديمية الأمريكية لطب الأطفال بأنه على الرغم من عدم وجود دليل على ضرر كبير في استخدام الثيومرسال في اللقاحات، فإن إزالة هذه المادة الحافظة ستزيد من ثقة الجمهور في سلامة اللقاحات. على الرغم من إزالة الثيومرسال إلى حد كبير من لقاحات الأطفال الروتينية بحلول صيف عام 2001 في الولايات المتحدة، إلا أن بعض اللقاحات لا تزال تحتوي على كميات غير ضئيلة من الثيومرسال، بشكل رئيسي في اللقاحات متعددة الجرعات التي تستهدف الإنفلونزا ومرض المكورات السحائية والكزاز.
في عام 2004، نشر موقع كواكواتش مقالًا يقول إن العلاج بالاستخلاب رُوج له بشكل خاطئ على أنه فعال ضد التوحد، وأن الممارسين زيفوا تشخيصات التسمم بالمعادن "لخداع" الآباء لحمل أطفالهم على الخضوع للعملية. اعتبارًا من عام 2008، خضع ما بين 2-8٪ من الأطفال المصابين بالتوحد للعلاج.

### مبررات القلق

ارتفعت حالات الإصابة بالتوحد لكل ألف طفل بشكل كبير في الولايات المتحدة من عام 1996 إلى عام 2007. من غير المعروف مدى النمو الناتج عن التغيرات في انتشار مرض التوحد، إن وجد.

على الرغم من أن الهدف كان زيادة ثقة الجمهور في اللقاحات، إلا أن قرار إزالة الثيومرسال أدى بدلاً من ذلك إلى اشتباه بعض الآباء في أن الثيومرسال هو سبب التوحد. نما هذا القلق بشأن وجود صلة بين اللقاح والتوحد من التقاء عدة عوامل أساسية. أولاً، كان ميثيل الزئبق لعقود موضوع قلق بيئي وإعلامي واسع النطاق بعد حادثتين تسمم حظيتا بتغطية إعلامية كبيرة في الخمسينيات والستينيات في خليج ميناماتا باليابان من النفايات الصناعية وفي السبعينيات في العراق من تلوث القمح بمبيد فطري. أدت هذه الحوادث إلى أبحاث جديدة حول سلامة ميثيل الزئبق وبلغت ذروتها في نشر مجموعة من التوصيات المربكة من قبل وكالات الصحة العامة في التسعينيات تحذر من التعرض لميثيل الزئبق لدى البالغين والنساء الحوامل، مما ضمن استمرار الوعي العام العالي بسمية الزئبق. ثانيًا، توسع جدول لقاحات الرضع في التسعينيات ليشمل المزيد من اللقاحات، بعضها، بما في ذلك لقاح المستدمية النزلية من النوع "ب" ولقاح الخناق والكزاز والسعال الديكي (DTaP) ولقاح التهاب الكبد الفيروسي ب، كان من الممكن أن يحتوي على الثيومرسال. ثالثًا، ازداد عدد تشخيصات التوحد في التسعينيات، مما دفع آباء هؤلاء الأطفال للبحث عن تفسير للارتفاع الظاهر في التشخيصات، بما في ذلك النظر في العوامل البيئية المحتملة. يُعزى الارتفاع الكبير في الحالات المبلغ عنها من التوحد خلال التسعينيات وأوائل العقد الأول من القرن الحادي والعشرين إلى حد كبير إلى التغيرات في ممارسات التشخيص وأنماط الإحالة وتوافر الخدمات والعمر عند التشخيص والوعي العام، ومن غير المعروف ما إذا كان الانتشار الحقيقي للتوحد قد ازداد خلال تلك الفترة. ومع ذلك، اعتقد بعض الآباء أن هناك "وباء توحد" متزايد وربطوا هذه العوامل الثلاثة ليستنتجوا أن الزيادة في عدد اللقاحات، وتحديداً الزئبق الموجود في الثيومرسال في تلك اللقاحات، كانت تسبب زيادة كبيرة في معدل الإصابة بالتوحد.
اعتمد أنصار وجود صلة بين الثيومرسال والتوحد أيضًا على أدلة غير مباشرة من الأدبيات العلمية، بما في ذلك القياس على التأثيرات السمية العصبية لمركبات الزئبق الأخرى، والارتباط الوبائي المبلغ عنه بين التوحد واستخدام اللقاح، والاستقراء من التجارب المختبرية والدراسات على الحيوانات. كانت الدراسات التي أجراها مارك جير وابنه ديفيد جير هي أكثر الأبحاث التي استشهد بها الآباء الذين يدعون وجود صلة بين الثيومرسال والتوحد. تلقى هذا البحث الذي أجراه جير انتقادات كبيرة بسبب مشاكل منهجية في بحثه، بما في ذلك عدم تقديم الأساليب والتحليلات الإحصائية للآخرين للتحقق منها، وتحليل البيانات المأخوذة من نظام الإبلاغ عن الأحداث السلبية للقاح بشكل غير صحيح، بالإضافة إلى إما تسمية أو الخلط بين المصطلحات الإحصائية الأساسية في أوراقه، مما أدى إلى نتائج "غير قابلة للتفسير".

### دعاية مثيرة للقلق
بعد عدة أشهر من نشر التوصية بإزالة الثيومرسال من اللقاحات، نُشر مقال افتراضي في مجلة "فرضيات طبية"، وهي مجلة غير محكمة، من قبل آباء أسسوا مجموعة الضغط الأهلية "عقول آمنة" للترويج لنظرية تسبب الثيومرسال في التوحد. بدأ الجدل يكتسب شرعية في نظر الجمهور وحظي بدعم واسع النطاق داخل عناصر معينة في مجتمع دعم التوحد وكذلك في الساحة السياسية، حيث دعم عضو مجلس النواب الأمريكي دان بورتون هذه الحركة علانية وعقد عددًا من جلسات الاستماع في الكونغرس حول هذا الموضوع.
ظهر دعم آخر للارتباط بين التوحد والثيومرسال في مقال كتبه روبرت إف كينيدي جونيور في مجلتي رولينغ ستون وسالون.كوميزعم وجود مؤامرة حكومية في اجتماع لمراكز السيطرة على الأمراض والوقاية منها لإخفاء مخاطر الثيومرسال لحماية صناعة الأدوية، وكذلك كتاب كتبه ديفيد كيربي بعنوان "دليل على الضرر" يروي فيه حياة آباء الأطفال المصابين بالتوحد، حيث شارك كلا المؤلفين في مقابلات إعلامية للترويج لعملهما والجدل. على الرغم من نفي مزاعم كينيديووجد تحقيق لاحق للجنة في مجلس الشيوخ الأمريكي أنه لا يوجد دليل يدعم الادعاءات الأكثر خطورة،إلا أن القصة كانت قد نُشرت بالفعل على نطاق واسع بالاستفادة من شهرة كينيدي. قامت مجلة سالون لاحقًا بتعديل مقال كينيدي خمس مرات بسبب الأخطاء الواقعية وسحبته لاحقًا بالكامل في 16 يناير 2011، مشيرة إلى أن أعمال نقاد المقال والأدلة على عيوب العلم الذي يربط بين التوحد واللقاحات قد قوضت قيمة المقال لدى المحررين.
وفي الوقت نفسه، خلال هذه الفترة من زيادة الدعاية الإعلامية للجدل، لم يفعل مسؤولو ومؤسسات الصحة العامة شيئًا يذكر لدحض المخاوف والنظريات التخمينية التي قُدمت. كما غُذي الاهتمام الإعلامي واستقطاب النقاش من قبل محاميي الإصابات الشخصية الذين قاموا بنشر إعلانات كاملة الصفحة في الصحف البارزة وعرضوا الدعم المالي للشهود الخبراء الذين عارضوا الإجماع العلمي على عدم وجود دليل قاطع على وجود صلة بين الثيومرسال والتوحد. صرح بول أوفيت، الباحث الرائد في اللقاحات والمناصر لها، بأن وسائل الإعلام تميل إلى تقديم "توازن زائف" من خلال عرض دائم لكلا الجانبين من القضية حتى عندما يكون جانب واحد فقط مدعومًا بالأدلة، وبالتالي تمنح منصة لانتشار المعلومات المضللة.
و على الرغم من الإجماع من الخبراء على عدم وجود صلة بين الثيومرسال والتوحد، لا يزال العديد من الآباء يعتقدون بوجود مثل هذه الصلة. يشترك هؤلاء الآباء في وجهة النظر القائلة بأن التوحد ليس قابلاً للعلاج فحسب، بل يمكن الشفاء منه من خلال التدخلات "الطبية الحيوية" وقد شعروا بالإحباط بسبب عدم إحراز تقدم من قبل علماء "التيار الرئيسي" في إيجاد هذا العلاج. بدلاً من ذلك، فقد دعموا مجتمعًا بديلاً من الآباء والأطباء والعلماء ذوي التفكير المماثل الذين يروجون لهذا الاعتقاد. لقد علمت هذه العقلية هؤلاء الآباء تحدي الخبرة من المجتمع العلمي السائد. تأثر الآباء أيضًا بشبكة واسعة من المنظمات المناهضة للتطعيم مثل منظمة "الدفاع عن صحة الأطفال" التابعة لروبرت ف. كينيدي جونيور وعدد كبير من المواقع الإلكترونية المناهضة للتطعيم التي تقدم نفسها كمصدر بديل للأدلة باستخدام ادعاءات زائفة. تستخدم هذه المواقع نداءات عاطفية لحشد الدعم وتأطير الجدل كنزاع عدائي بين الآباء ومؤامرة من الأطباء والعلماء. اعتمد المدافعون عن وجود صلة بين الثيومرسال والتوحد أيضًا على مشاهير مثل العارضة جيني مكارثي والمعلومات المقدمة في برنامج دون إيموس الإذاعي "إيموس في الصباح" لإقناع الجمهور بقضيتهم، بدلاً من الاعتماد فقط على الأوراق العلمية "الجافة" والعلماء. نشرت مكارثي كتابًا يصف تجربتها الشخصية مع ابنها المصاب بالتوحد وظهرت في برنامج أوبرا وينفري للترويج لفرضية تسبب اللقاحات في التوحد. أدت المرارة بشأن هذه القضية إلى تهديدات عديدة ضد مراكز السيطرة على الأمراض والوقاية منها وكذلك الباحثين مثل بول أوفيت، مع زيادة الإجراءات الأمنية التي اتخذتها مراكز السيطرة على الأمراض والوقاية منها ردًا على هذه التهديدات.

## التقييم العلمي

### الأساس المنطقي للتشكيك في وجود صلة
تقوض خطوط مختلفة من الأدلة الصلة المقترحة بين الثيومرسال والتوحد. على سبيل المثال، على الرغم من أن أنصار وجود صلة بين الثيومرسال والتوحد يعتبرون التوحد شكلاً من أشكال "التسمم بالزئبق"، إلا أن الأعراض النموذجية للتسمم بالزئبق تختلف اختلافًا كبيرًا عن الأعراض التي تُرى في التوحد. وبالمثل، فإن السمات التشريحية العصبية والسمات النسيجية المرضية لأدمغة المرضى الذين يعانون من التسمم بالزئبق، سواء بميثيل الزئبق أو إيثيل الزئبق، تختلف اختلافًا كبيرًا عن أدمغة الأشخاص المصابين بالتوحد. كان من المتوقع أيضًا أن تؤدي الحوادث السابقة للتسمم بالزئبق على نطاق واسع في مجتمع ما، كما هو الحال في خليج ميناماتا باليابان، إلى توثيق ارتفاع كبير في التوحد أو السلوك الشبيه بالتوحد لدى الأطفال إذا كان التوحد ناتجًا عن التسمم بالزئبق. ومع ذلك، لم توثق الأبحاث حول العديد من حوادث التسمم الحاد والمزمن بالزئبق أي ارتفاع من هذا القبيل في السلوك الشبيه بالتوحد. على الرغم من أن بعض الآباء يستشهدون بوجود ارتباط بين توقيت ظهور أعراض التوحد وتوقيت التطعيمات كدليل على وجود سبب بيئي مثل الثيومرسال، إلا أن هذا المنطق يمكن أن يكون مضللاً. لا تُثبت الارتباطات من هذا القبيل وجود علاقة سببية حيث قد يكون حدوثهما معًا مجرد مصادفة في طبيعته. أيضًا، فإن الاضطرابات الوراثية التي لا تحتوي على محفزات بيئية مثل متلازمة ريت وداء هنتنغتون مع ذلك لها أعمار محددة تبدأ فيها ظهور الأعراض، مما يشير إلى أن الأعمار المحددة لبدء ظهور الأعراض لا تتطلب بالضرورة سببًا بيئيًا.
على الرغم من أن القلق بشأن وجود صلة بين الثيومرسال والتوحد كان مستمدًا في الأصل من أدلة غير مباشرة تستند إلى التأثيرات السمية العصبية القوية المعروفة لميثيل الزئبق، إلا أن الدراسات الحديثة تُظهر أن هذه التأثيرات المخيفة ربما كانت مبالغًا فيها. إيثيل الزئبق، كما هو الحال في الثيومرسال، يتخلص الجسم منه بسرعة أكبر بكثير بعد تناوله من ميثيل الزئبق، مما يشير إلى أن إجمالي التعرض للزئبق بمرور الوقت أقل بكثير مع إيثيل الزئبق. من المحتمل أن تُبالغ الطرق المستخدمة حاليًا لتقدير ترسب الزئبق في الدماغ في تقدير الكميات المترسبة بسبب إيثيل الزئبق، كما أن إيثيل الزئبق يتحلل أيضًا في الدماغ بشكل أسرع من ميثيل الزئبق، مما يشير إلى انخفاض خطر تلف الدماغ. تُظهر هذه النتائج أن الافتراضات التي أدت في الأصل إلى القلق بشأن سمية إيثيل الزئبق، والتي كانت تستند إلى مقارنة مباشرة مع ميثيل الزئبق، كانت خاطئة.

### دراسات السكان
أُجريت دراسات متعددة على بيانات من مجموعات كبيرة من الأطفال لدراسة العلاقة بين استخدام اللقاحات التي تحتوي على الثيومرسال، والتوحد واضطرابات النمو العصبي الأخرى. لم تجد جميع هذه الدراسات تقريبًا أي ارتباط بين اللقاحات التي تحتوي على الثيومرسال والتوحد، ومع ذلك، أظهرت الدراسات التي أُجريت بعد إزالة الثيومرسال من اللقاحات استمرار ارتفاع معدلات التوحد. البحث الوبائي الوحيد الذي وجد ارتباطًا مزعومًا بين اللقاحات التي تحتوي على الثيومرسال والتوحد أجراه مارك جير، الذي لم تُعطِ المراجعات المستقلة أي وزن لبحثه المعيب.
في أوروبا، لم تجد دراسة جماعية على 467,450 طفلًا دانماركيًا أي ارتباط بين اللقاحات التي تحتوي على الثيومرسال والتوحد أو اضطرابات طيف التوحد (ASDs)، ولا أي علاقة بين الجرعة والاستجابة بين الثيومرسال واضطرابات طيف التوحد التي قد توحي بالتعرض السام. وبالمثل، لم يُظهر تحليل بيئي درس 956 طفلًا دانماركيًا شُخصت إصابتهم بالتوحد أي ارتباط بين التوحد والثيومرسال.لم تجد دراسة جماعية بأثر رجعي على 109,863 طفلًا في المملكة المتحدة أي ارتباط بين اللقاحات التي تحتوي على الثيومرسال والتوحد، ولكنها وجدت احتمال زيادة خطر الإصابة بالتشنجات اللاإرادية. أظهر التحليل في هذه الدراسة أيضًا تأثيرًا وقائيًا محتملًا فيما يتعلق باضطرابات النمو العامة، واضطراب نقص الانتباه، والتأخر النمائي غير المحدد.وبالمثل، وجدت دراسة أخرى في المملكة المتحدة استندت إلى مجموعة مستقبلية من 13,617 طفلًا فوائد مرتبطة أكثر من المخاطر من التعرض للثيومرسال فيما يتعلق باضطرابات النمو. نظرًا لأن الدراسات الدنماركية والمملكة المتحدة شملت فقط لقاحات الخناق والكزاز والسعال الديكي (DTP) أو الخناق والكزاز (DT)، فهي أقل صلة بمستويات التعرض الأعلى للثيومرسال التي حدثت في الولايات المتحدة.
في أمريكا الشمالية، أظهرت دراسة كندية على 27,749 طفلًا في كيبيك أن الثيومرسال لا علاقة له بالاتجاه المتزايد في اضطرابات النمو الشاملة (PDDs). في الواقع، لاحظت الدراسة أن معدلات اضطرابات النمائية الشاملة كانت أعلى في مجموعات المواليد التي لم تحتوي على ثيومرسال مقارنة بتلك التي لديها مستويات تعرض متوسطة أو عالية.لم تُظهر دراسة أُجريت في الولايات المتحدة حللت بيانات من 78,829 طفلًا مسجلين في منظمة حفظ الصحة مأخوذة من رابط بيانات سلامة اللقاحات (VSD) أي ارتباط ثابت بين اللقاحات التي تحتوي على الثيومرسال والنتائج العصبية النمائية، مع ملاحظة نتائج مختلفة من البيانات في منظمة حفظ الصحة مختلفة.وجدت دراسة أُجريت في كاليفورنيا أن إزالة الثيومرسال من اللقاحات لم تُقلل من معدلات التوحد، مما يشير إلى أن الثيومرسال لا يمكن أن يكون السبب الرئيسي للتوحد. وبالمثل، جادلت دراسة على أطفال من الدنمارك والسويد وكاليفورنيا ضد ارتباط اللقاحات التي تحتوي على الثيومرسال سببيًا بالتوحد.

### الإجماع العلمي
في عام 2001، طلب كل من مراكز السيطرة على الأمراض والوقاية منها والمعاهد الوطنية للصحة من المعهد الطبي التابع للأكاديمية الوطنية للعلوم في الولايات المتحدة تشكيل لجنة خبراء مستقلة لمراجعة الفرضيات حول مخاوف السلامة الحالية والناشئة المتعلقة بالتحصين. وجد هذا التقرير الأولي أنه بناءً على الأدلة غير المباشرة وغير الكاملة المتاحة في ذلك الوقت، لم يكن هناك دليل كافٍ لقبول أو رفض وجود صلة بين الثيومرسال والتوحد، على الرغم من أنه كان ممكنًا من الناحية البيولوجية.
منذ إصدار هذا التقرير، فحصت العديد من المراجعات المستقلة مجموعة الأبحاث المنشورة بحثًا عن صلة محتملة بين الثيومرسال والتوحد من خلال فحص الآليات النظرية لتسبب الثيومرسال في الضرر ومن خلال مراجعة الدراسات المختبرية والحيوانية والدراسات السكانية التي نُشرت. قررت هذه المراجعات عدم وجود دليل يثبت أن الثيومرسال هو سبب التوحد أو اضطرابات النمو العصبي الأخرى.

ينعكس الإجماع العلمي حول هذا الموضوع في تقرير متابعة نُشر لاحقًا في عام 2004 من قبل المعهد الطبي، والذي أخذ في الاعتبار البيانات الجديدة التي نُشرت منذ تقرير عام 2001. لاحظت اللجنة، ردًا على أولئك الذين يستشهدون بنماذج المختبر أو الحيوانات كدليل على وجود صلة بين التوحد والثيومرسال:
ومع ذلك، فإن التجارب التي تُظهر تأثيرات الثيومرسال على المسارات الكيميائية الحيوية في أنظمة زراعة الخلايا وتُظهر تشوهات في الجهاز المناعي أو استقلاب المعادن لدى الأشخاص المصابين بالتوحد هي استفزازية؛ يجب على مجتمع أبحاث التوحد أن يفكر في التركيبة المناسبة لمحفظة أبحاث التوحد مع وضع بعض هذه النتائج الجديدة في الاعتبار. ومع ذلك، لا تُقدم هذه التجارب دليلًا على وجود علاقة بين اللقاحات أو الثيومرسال والتوحد. في غياب دليل تجريبي أو بشري على أن التطعيم (سواء اللقاح الثلاثي أو المادة الحافظة الثيومرسال) يؤثر على آليات التمثيل الغذائي أو النمو أو المناعة أو غيرها من الآليات الفسيولوجية أو الجزيئية المرتبطة سببيًا بتطور التوحد، تستنتج اللجنة أن الفرضيات التي وُضعت حتى الآن هي نظرية فقط.
وتخلص اللجنة إلى:
وبالتالي، بناءً على هذه المجموعة من الأدلة، تخلص اللجنة إلى أن الأدلة ترجح رفض وجود علاقة سببية بين اللقاحات التي تحتوي على الثيومرسال والتوحد. [بخط عريض في الأصل]
تشمل الأدلة الإضافية على الإجماع العلمي رفض وجود صلة سببية بين الثيومرسال والتوحد من قبل العديد من الهيئات العلمية والطبية الوطنية والدولية بما في ذلك الجمعية الطبية الأمريكية،والأكاديمية الأمريكية لطب الأطفال،والكلية الأمريكية لعلم السموم الطبية،والجمعية الكندية لطب الأطفال،والأكاديمية الوطنية للعلوم بالولايات المتحدة، وإدارة الغذاء والدواء، ومراكز السيطرة على الأمراض والوقاية منها، ومنظمة الصحة العالمية، ووكالة الصحة العامة في كندا،ووكالة الأدوية الأوروبية.
تعكس مقالة في مجلة صدرت عام 2011 وجهة النظر هذه ووصفت الصلة بين اللقاح والتوحد بأنها "الخدعة الطبية الأكثر ضررًا في المئة عام الماضية".

## النتائج
كان لاقتراح أن الثيومرسال ساهم في التوحد واضطرابات النمو العصبي الأخرى عدد من التأثيرات. يعتقد مسؤولو الصحة العامة أن الخوف الذي أثاره أنصار وجود صلة بين الثيومرسال والتوحد قد تسبب في تجنب الآباء للتطعيم أو تبني جداول تطعيم "مختلقة" تعرض أطفالهم لخطر متزايد من الأمراض التي يمكن الوقاية منها مثل الحصبة والسعال الديكي. ساعد أنصار وجود صلة بين الثيومرسال والتوحد أيضًا في سن قوانين في ست ولايات (كاليفورنيا وديلاوير وإلينوي وميسوري ونيويورك وواشنطن) بين عامي 2004 و 2006 للحد من استخدام الثيومرسال المعطى للحوامل والأطفال، على الرغم من أن المحاولات اللاحقة في عام 2009 في اثنتي عشرة ولاية أخرى لم تنجح في تمريرها. يمكن تعليق هذه القوانين مؤقتًا، لكن أنصار التطعيم يشككون في فائدتها نظرًا لعدم وجود دليل على وجود خطر من الثيومرسال في اللقاحات. يشعر أنصار التطعيم أيضًا بالقلق من أن تمرير مثل هذه القوانين يساعد في تأجيج رد فعل عنيف ضد التطعيم ويساهم في الشكوك حول سلامة اللقاحات التي لا مبرر لها.
خلال فترة إزالة الثيومرسال، طلبت مراكز السيطرة على الأمراض والوقاية منها والأكاديمية الأمريكية لطب الأطفال من الأطباء تأخير جرعة لقاح التهاب الكبد "ب" عند الولادة للأطفال غير المعرضين لخطر الإصابة بالتهاب الكبد. هذا القرار، على الرغم من اتباعه لمبدأ الحذر، أثار مع ذلك ارتباكًا وجدلًا وبعض الضرر. علق ما يقرب من 10٪ من المستشفيات استخدام لقاح التهاب الكبد "ب" لجميع المواليد الجدد، وتوفي طفل ولد لأم من ميشيغان مصابة بفيروس التهاب الكبد "ب" بسببه. وبالمثل، وجدت دراسة أن عدد المستشفيات التي فشلت في تطعيم أطفال الأمهات المصابات بالتهاب الكبد "ب" بشكل صحيح ارتفع بأكثر من 6 مرات. هذه نتيجة سلبية محتملة نظرًا للاحتمالية العالية بأن الأطفال الذين يصابون بعدوى التهاب الكبد "ب" عند الولادة سيصابون بالعدوى بشكل مزمن وربما سرطان الكبد.
أدت فكرة أن الثيومرسال يسبب التوحد إلى لجوء بعض الآباء إلى علاج أطفالهم بعلاجات مكلفة وربما خطيرة مثل العلاج بالاستخلاب، والذي يستخدم عادة لعلاج التسمم بالمعادن الثقيلة، بسبب مخاوف الآباء من أن التوحد هو شكل من أشكال "التسمم بالزئبق". يتلقى ما يصل إلى 2 إلى 8٪ من الأطفال المصابين بالتوحد في الولايات المتحدة، أي ما يصل إلى عدة آلاف من الأطفال سنويًا، عوامل استخلاب الزئبق. على الرغم من أن منتقدي استخدام العلاج بالاستخلاب كعلاج للتوحد يشيرون إلى عدم وجود أي دليل يدعم استخدامه، إلا أن المئات من الأطباء يصفون هذه الأدوية على الرغم من الآثار الجانبية المحتملة بما في ذلك نقص التغذية بالإضافة إلى تلف الكبد والكلى. تسببت شعبية هذا العلاج في "ضرورة ملحة للصحة العامة" دفعت المعهد الوطني للصحة العقلية في الولايات المتحدة (NIMH) إلى تكليف دراسة حول الاستخلاب في التوحد من خلال دراسة حمض ديميركابتوسوسينيك، وهو عامل استخلاب يستخدم للتسمم بالرصاص، على الرغم من مخاوف النقاد من أنه لن تكون هناك فرصة لإظهار نتائج إيجابية ومن غير المرجح أن يقنع الآباء بعدم استخدام العلاج. في النهاية، توقفت الدراسة بسبب مخاوف أخلاقية من وجود خطر كبير على الأطفال المصابين بالتوحد الذين لم يكن لديهم مستويات سامة من الزئبق أو الرصاص بسبب دراسة جديدة على الحيوانات تظهر مشاكل إدراكية وعاطفية محتملة مرتبطة بحمض الديميركابتوسوسينيك. توفي صبي يبلغ من العمر 5 سنوات مصاب بالتوحد بسكتة قلبية مباشرة بعد تلقي علاج الاستخلاب باستخدام EDTA (ثنائي أمين الإيثيلين رباعي حمض الأسيتيك) في عام 2005.

كما أن هذه الفكرة حولت الانتباه والموارد بعيدًا عن الجهود المبذولة لتحديد أسباب التوحد. أوصت لجنة تقرير معهد الطب لعام 2004 بأنه بينما تدعم "الأبحاث الموجهة التي تركز على فهم أفضل لمرض التوحد، من وجهة نظر الصحة العامة، لا ترى اللجنة أن استثمارًا كبيرًا في دراسات العلاقة النظرية بين اللقاح والتوحد مفيد في هذا الوقت". استقالت أليسون سينغر، وهي مديرة تنفيذية كبيرة في منظمة "أوتيزم سبيكس"، من المجموعة في عام 2009 بسبب خلاف حول ما إذا كان ستُمول المزيد من الأبحاث حول الروابط بين التطعيم والتوحد، قائلة:
"لا يوجد وعاء غير محدود من المال، وكل دولار يُنفق في البحث في مكان نعلم أن الإجابة ليست فيه هو دولار أقل لدينا لننفقه في مكان قد نجد فيه إجابات جديدة".

## قضايا المحاكم
من عام 1988 حتى أغسطس 2010، قُدمت 5632 مطالبة تتعلق بالتوحد إلى المكتب الخاص في محكمة المطالبات الفيدرالية الأمريكية (المعروفة باسم "محكمة اللقاحات") التي تشرف على مطالبات إصابات اللقاحات، حيث تلقت قضية واحدة تعويضًا، ورُفضت 738 قضية دون دفع تعويضات، مع بقاء القضايا المتبقية معلقة.في القضية الوحيدة التي تلقت تعويضًا، وافقت الحكومة الأمريكية على دفع تعويض عن إصابة طفل كان يعاني من اضطراب الميتوكوندريا موجود مسبقًا والذي ظهرت عليه أعراض شبيهة بالتوحد بعد تلقي لقاحات متعددة، بعضها يشمل الثيومرسال. مشيرين إلى عدم القدرة على استبعاد دور هذه اللقاحات في تفاقم اضطراب الميتوكوندريا الكامن لديه كسبب منطقي للدفع، حذر مسؤولو مراكز السيطرة على الأمراض والوقاية منها من تعميم هذه الحالة على جميع حالات اللقاح المتعلقة بالتوحد حيث أن معظم المرضى الذين يعانون من التوحد لا يعانون من اضطراب الميتوكوندريا. في فبراير 2009، حكمت هذه المحكمة أيضًا في ثلاث قضايا متعلقة بالتوحد، كل منها يستكشف آليات مختلفة اقترحها المدعون تربط اللقاحات التي تحتوي على الثيومرسال بالتوحد. لم يجد ثلاثة قضاة بشكل مستقل أي دليل على أن اللقاحات تسبب التوحد ورفضوا تعويض المدعين. نظرًا لأن هذه الآليات نفسها شكلت الأساس للغالبية العظمى من قضايا إصابات اللقاح المتبقية المتعلقة بالتوحد، فقد انخفضت فرصة الحصول على تعويض في أي من هذه القضايا بشكل كبير. في مارس 2010، حكمت المحكمة في ثلاث قضايا اختبارية أخرى بأن اللقاحات التي تحتوي على الثيومرسال لا تسبب التوحد.